# Église Saint-Étienne de Saint-Estèphe
Pour les articles homonymes, voir Église Saint-Étienne et Saint-Étienne (homonymie).
L'église Saint-Étienne de Saint-Estèphe se situe à Saint-Estèphe, dans le département français de la Gironde. Elle est classée monument historique le 8 septembre 1995.
Les travaux d'agrandissement et de construction du clocher sont réalisés selon les plans de 1853 de l'architecte bordelais Henri Duphot.

## Intérieur

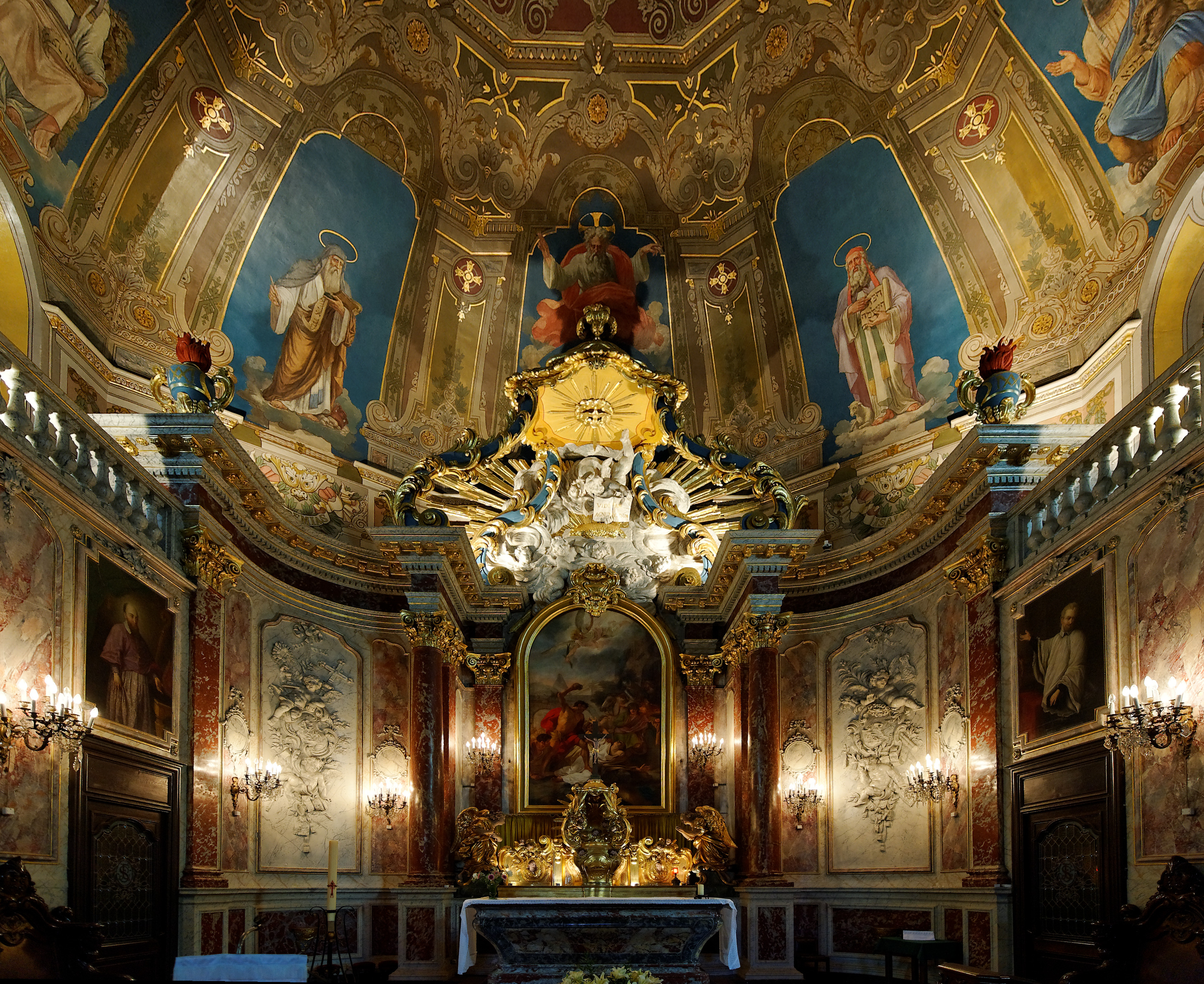
L'abside.
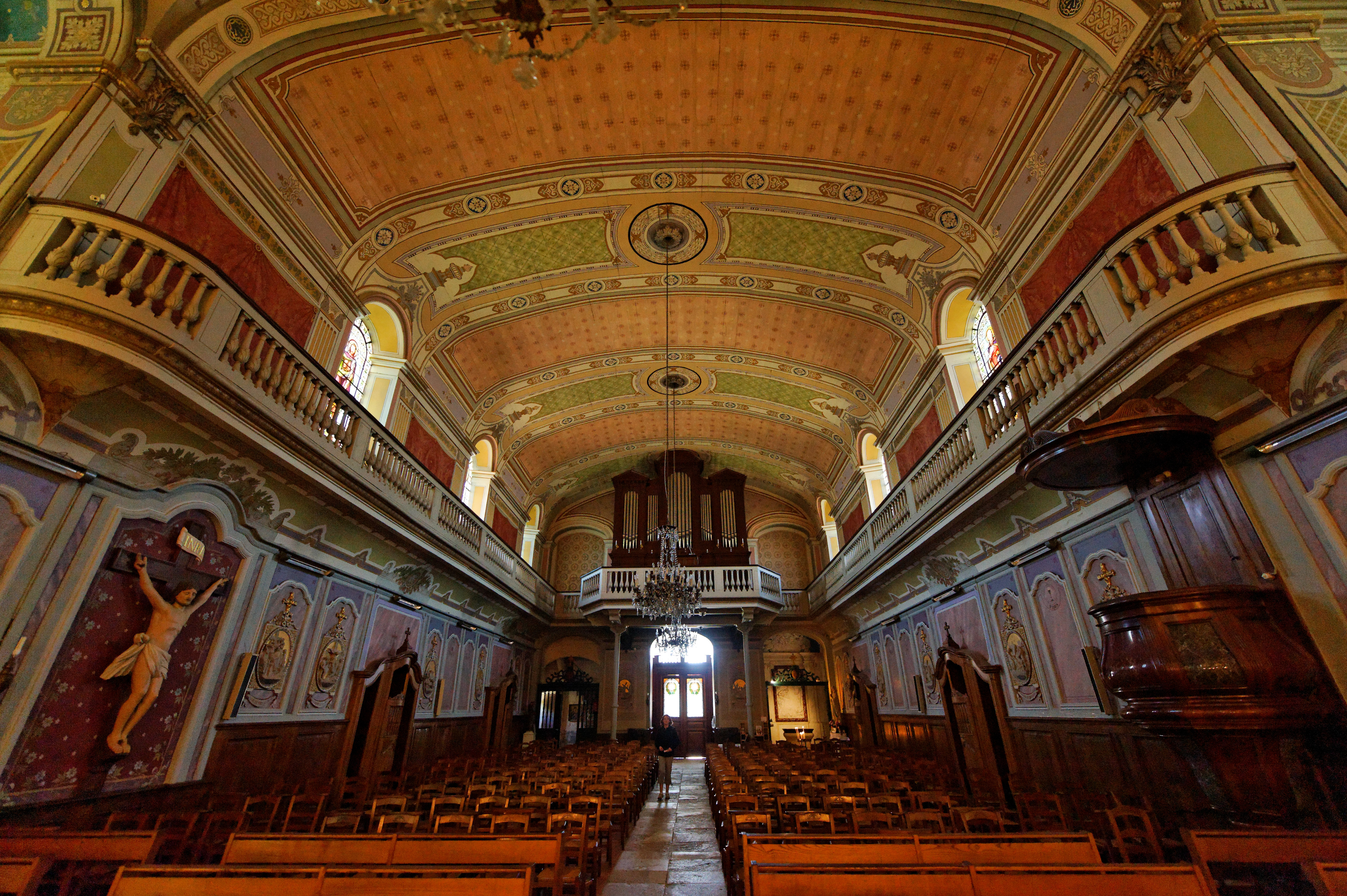
La nef côté portail.
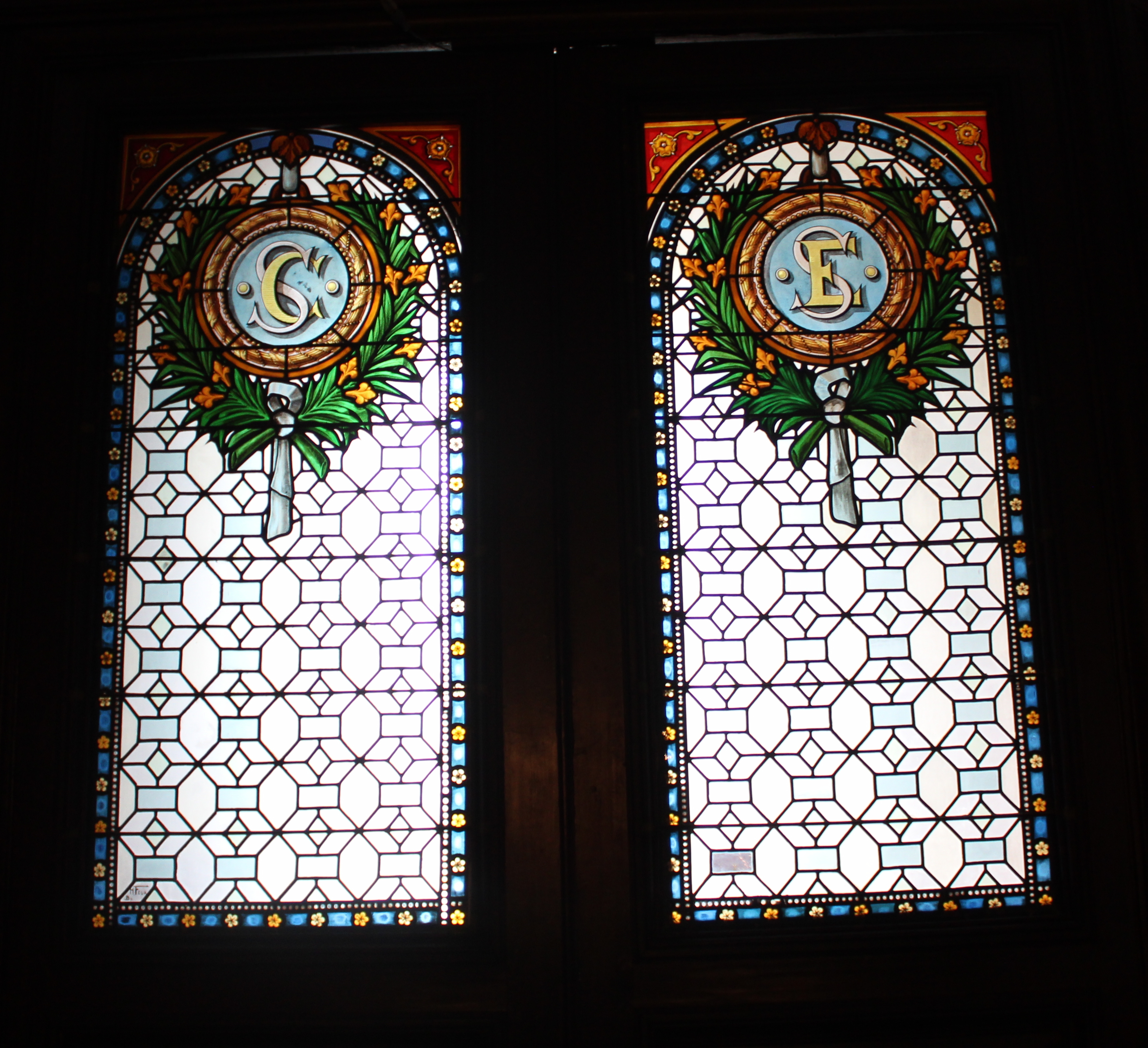
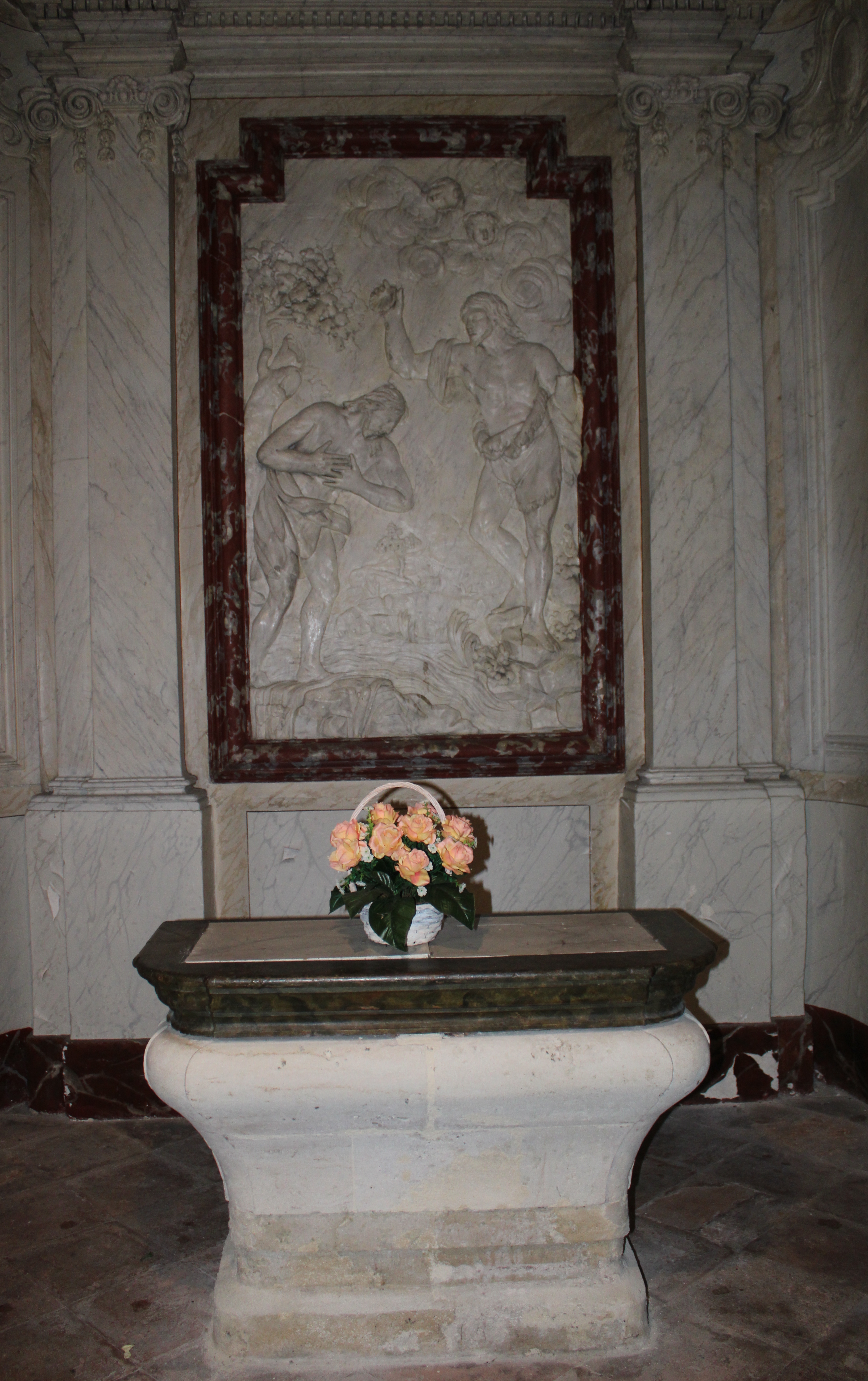
Bas-relief: baptême du Christ. (Classé MH)
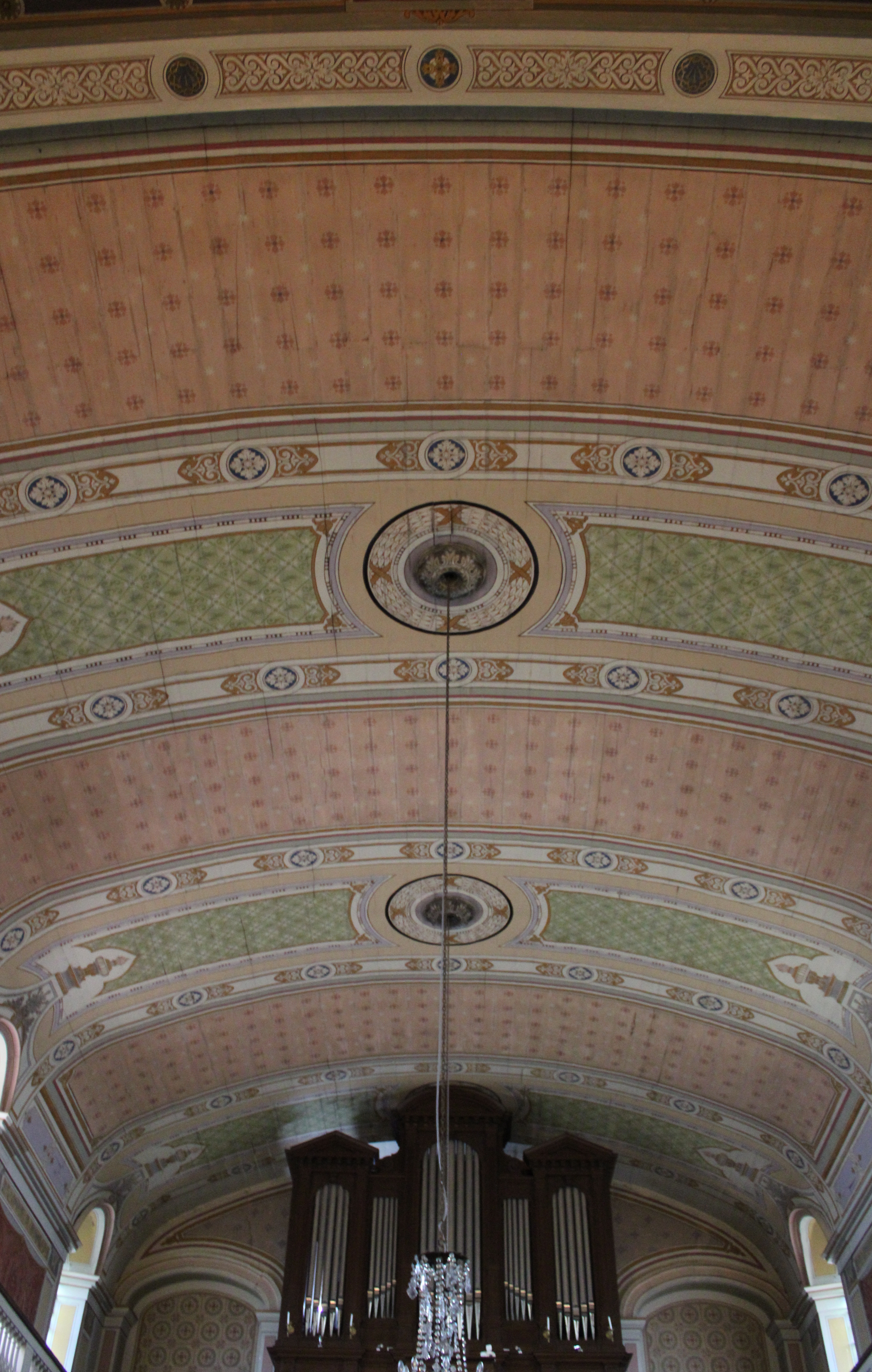
Détail de la voûte.(Classé MH)
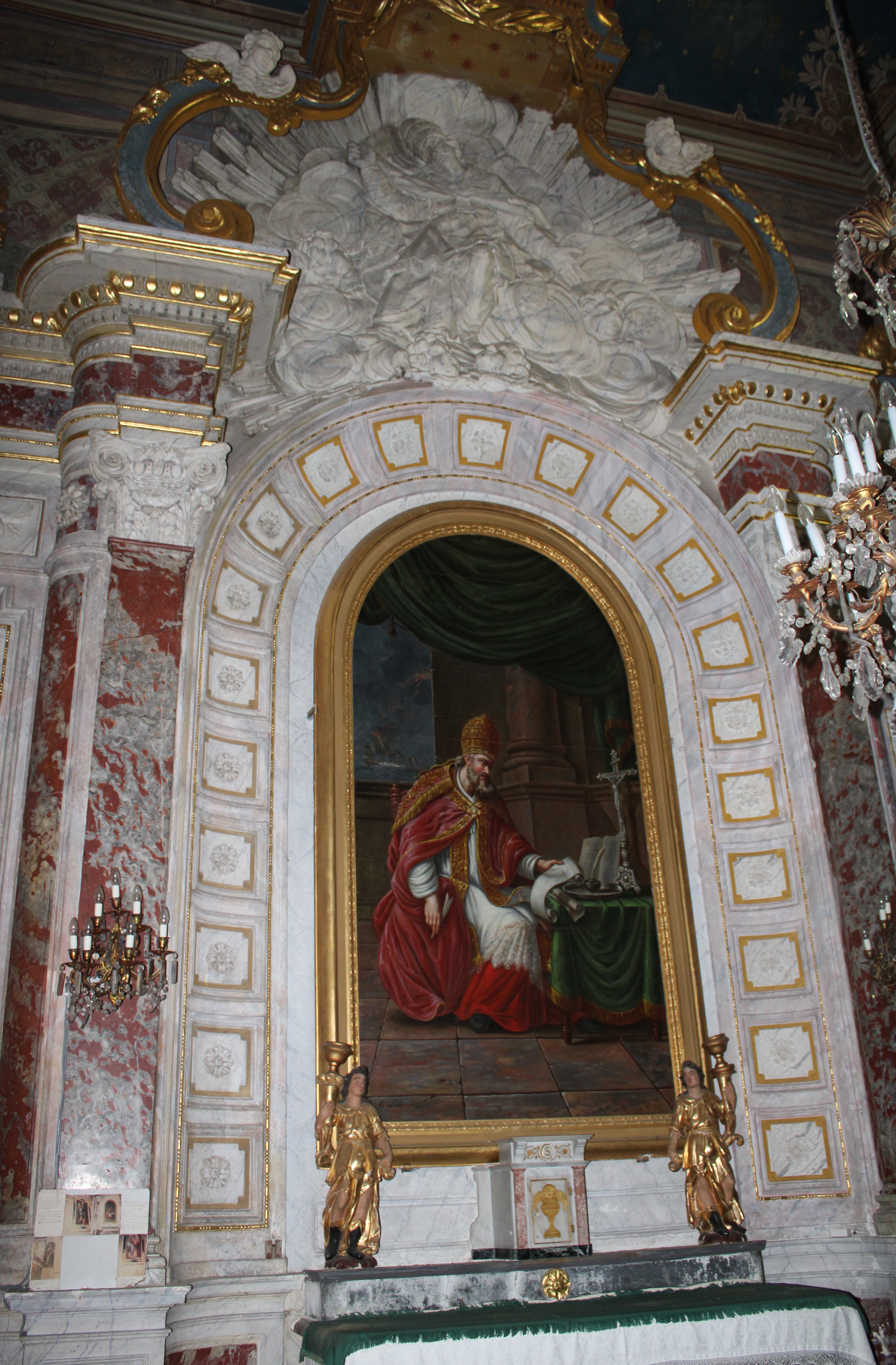
Tableau du pape Saint-Clément.(Classé MH)
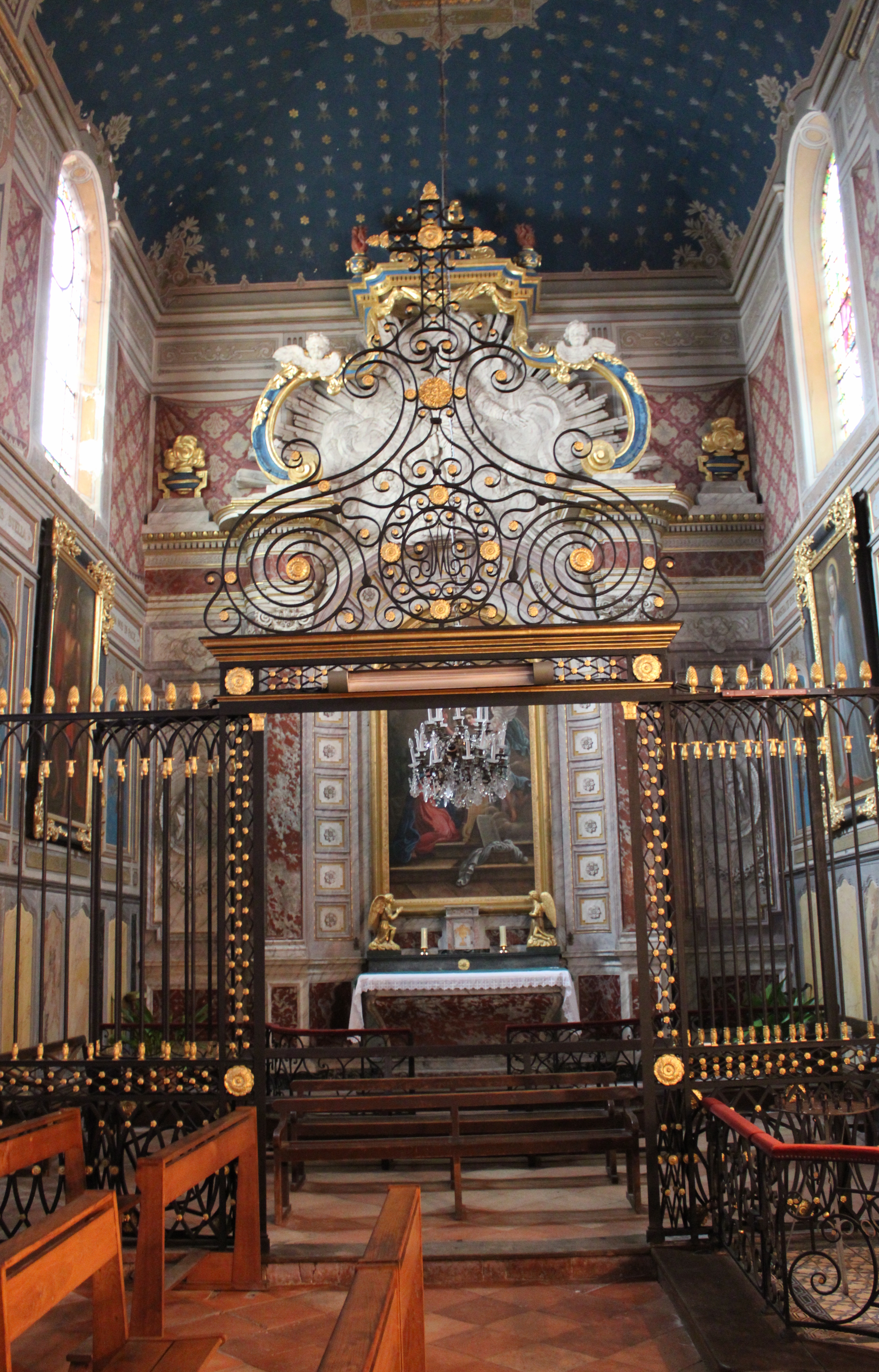